# Stotnik (Slovenska vojska)
Stotnik je častniški vojaški čin v uporabi v Slovenski vojski (SV). Stotnik je tako nadrejen nadporočniku (do leta 2002 poročniku) in podrejen majorju (do leta 1993 stotniku 1. stopnje). Ustreza mu mornariški čin poročnika bojne ladje.
Čin je bil prevzet po činu Teritorialne obrambe RS, slednji pa je bil prevzet po istem činu Jugoslovanske ljudske armade. V skladu s Natovim standardom STANAG 2116 čin spada v razred OF-3.

## Oznaka
Do leta 2002 je bila oznaka sestavljena iz treh (enakih, ozkih), med seboj povezanih ploščic, na katerih se nahaja po en lipov list.
Od leta 2002 je oznaka sestavljena iz štirih (enakih, ozkih), med seboj povezanih ploščic, na katerih se nahaja po en lipov list.

## Zakonodaja
Stotnike imenuje minister za obrambo Republike Slovenije na predlog načelnika Generalštaba Slovenske vojske.
Vojaška oseba lahko napreduje v čin stotnika, »če je s činom nadporočnika razporejen na dolžnost, za katero se zahteva čin stotnika ter je to dolžnost opravljal najmanj dve leti s službeno oceno »odličen« oziroma najmanj tri leta s službeno oceno »dober««.
Pogoj za napredovanje v čin stotnika pa je še opravljeno štabno vojaško izobraževanje in usposabljanje, katerega izvaja Poveljniško-štabna šola Slovenske vojske.